# 1-й лейб-гусарский полк
1-й лейб-гусарский полк («Гусары смерти», нем. 1. Leib-Husaren-Regiment Nr. 1) — гусарский полк прусской армии, существовавший в 1741—1919 годах.

## Названия полка

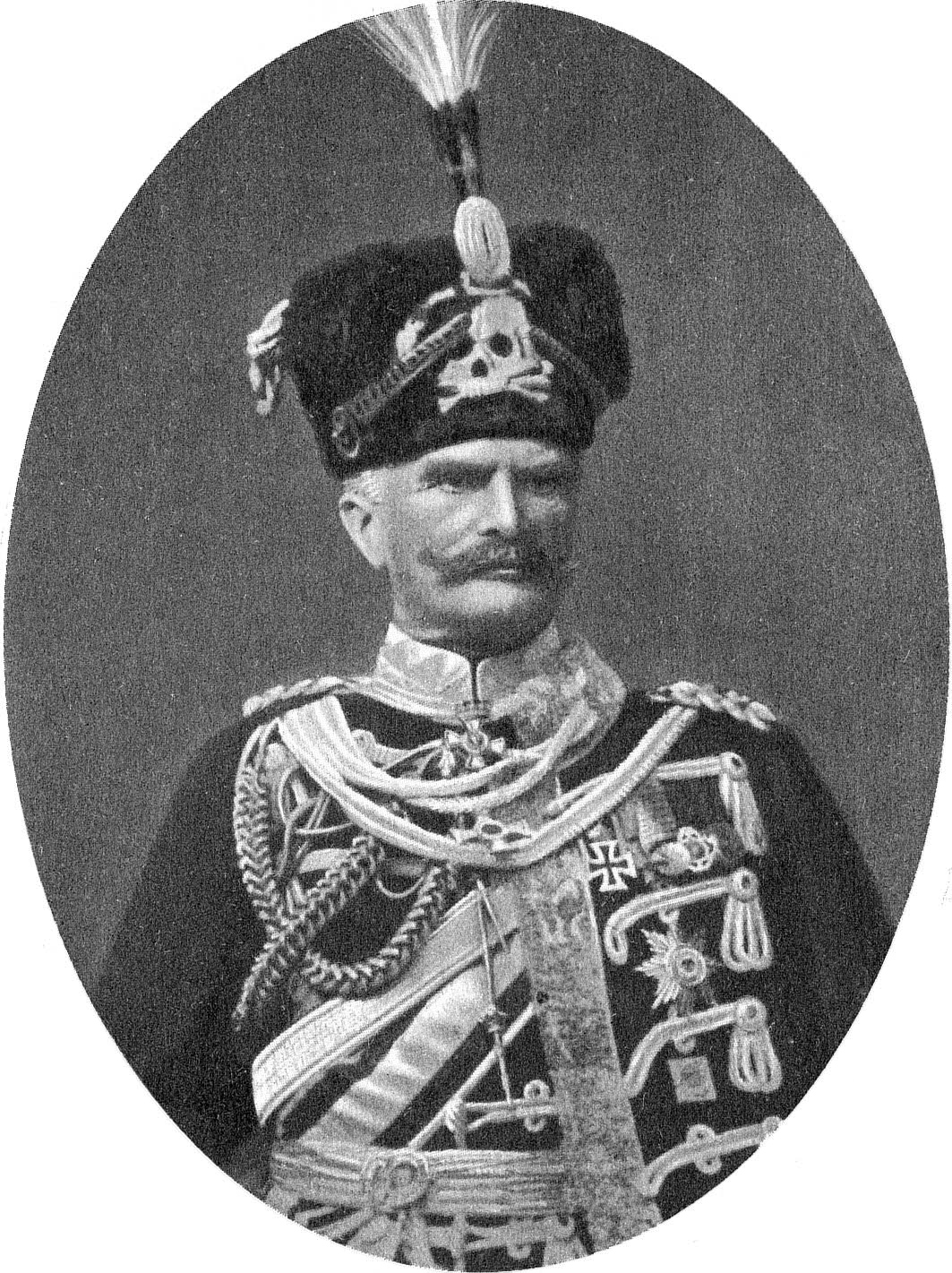
Август фон Макензен, командир полка в 1894—1898 годах, будущий генерал-фельдмаршал

- с 9 августа 1741 года — 5-й гусарский полк;
- с 9 мая 1762 года — Гусарский полк Лоссова;
- с 18 октября 1783 года — Гусарский полк Хоенштока;
- с 23 мая 1788 года — Гусарский полк Гёкинга;
- с 29 декабря 1794 года — Гусарский полк Зутера;
- с 1804 года — Гусарский полк Притвица.

В 1808 году полк был разделён на 1-й лейб-гусарский полк и 2-й лейб-гусарский полк.

## История
1 ноября 1721 года Фридрих Вильгельм I приказал командиру драгунского полка № 6 нанять и экипировать 2 роты гусар. Было набрано 170 офицеров и рядовых-венгров. Квартиры выделены в г. Мемель, командиром гусар назначен майор Конрад Шмидт из 6 драгунского полка. В сентябре 1724 дезертировал отряд ротмистра v. Gabor до 30 человек. При реформировании 6-го драгунского полка 15 июня 1727 «Зелёные гусары» были причислены к драгунскому полку № 7, а в 1732 возвращены в 6-й. В феврале 1730 года численность гусар была доведена до 3 эскадронов общей численностью 348 солдат. К 1 марту 1734 эскадроны увеличились до 134 человек, так что её их численность составила 464 человека. В 1735-1737 годах они были подчинены снова драгунскому полку № 7. В августе-октябре 1739 года количество эскадронов было увеличенно вдвое. В это время гусары охраняли границу между Неманом и Lyck, от налётов польских банд и вылавливали дезертиров из армии. В конце мая 1740 года корпус насчитывал 24 офицера, 6 штандарт-юнкеров, адъютанта, квартиймейстера, 54 унтер-офицеров , 12 трубачей, по 3 фельдшера и кузница, 720 гусар, в общем 825 человек и 795 строевых лошадей. 
После передачи эскадрона графа ротмистра Дона для формирования Гусарского полка № 3, 5 оставшихся эскадронов были переформированы в гусарский полк Брониковского, или «Зелёный полк». В 1741 году в Восточной Пруссии сформировано 3 новых эскадрона, в результате чего численность полка была доведена до 8 эскадронов, из которых 5 находилось в Восточной Пруссии. 24 сентября 1741 года все гусарские полки было приказано увеличить до 10 эскадронов. 
В 1758 численность полка составляла 41 офицер, 90 унтер-офицеров, 10 трубачей, 1300 рядовых. В полку было 300 уроженцев Пруссии, 382 Саксонии и 1029 иностранцев.
В 1914 году полк был расквартирован в Данциге и вместе с 2-м лейб-гусарским полком королевы Виктории Прусской входил в состав 36-й дивизии 17-го корпуса 8-й армии германских вооруженных сил.
После начала Первой мировой войны оба гусарских полка вначале были направлены на западный фронт, но вскоре были переведены на восточный фронт, где полк и оставался в течение всей войны.

## Шефами полка были
- с июля 1740 года — Йоганн фон Брониковски[1],
- с сентября 1747 года — Отто фон Девитц[1],
- с октября 1750 года — Михель фон Зжекели[1],
- с мая 1759 года — Фридрих фон Кляйст[1],
- с 1767—1770 годы должность была вакантной[1],
- с сентября 1770 года Георг фон Кжеттритц[1].

## Боевая история полка
- 22 мая 1745, под командованием полковника Винтерфельда участвовал в боях с австрийскими войсками Франца Леопольда Надашди.
- 4 июня 1745, битва при Гогенфридберге — полк в составе отряда Винтерфельда находился на правом крыле прусской армии. В начале сражения участвовал в разгроме саксонских войск. Затем участвовал в преследовании разгромленного противника.
- 23 ноября 1745, битва при Хеннерсдорфе — находясь в авангарде прусской армии под командованием Цитена разгромил австрийский отряд в составе 1 гусарского 2-х кирасирских и пехотного полка.
- Перед Кессельсдорфским сражением полк в составе корпуса Левальда обеспечивал разведку и охранение.
- 30 августа 1757, Гросс-Егерсдорфское сражение — полк входил в состав авангарда под командованием принца Голштинского, а затем на правом фланге прусской армии против русской кавалерии генерала Сибильского.
- 23 февраля 1758, битва при Штёккендреббере — в середине февраля 3 эскадрона в составе армии принца Фердинанда были отрправлены на запад. 23 февраля они захватили у французской кавалерии недалеко от Штёккендреббере 300 лошадей, 8 штандартов.
- 23 июня 1758 — Битва при Крефельде
- 25 августа 1758, Цорндорфское сражение — полк находился на правом флаге прусской армии под командованием Шомлера.
- 23 июля 1759 — находясь под командованием генерала Веделя участвовал в атаках у деревни Пальцигер.
- 1 августа 1759 — участвовал в Сражении у Миндена
- 21 июля 1762 Сражение при Буркерсдорфе — полк находился на правом крыле армии.

## Униформа в XVIII веке
Басби с тёмно-зелёным шлыком, «канареечно-зелёный» (светло-, жёлто-зелёный) доломан и sharawaden, белые пуговицы и галун, тёмно-зелёный ментик с белым мехом, малиновый кушак с белыми вставками, «канареечно-зелёная» ташка с белым галуном, тёмно-зелёный чепрак с «канареечно-зелёными» «волчьими зубами», отделанные белой выпушкой.

### Офицеры
Серебряный галун, в том числе двойной галун на груди доломана и ментика, идущий по краям шнуров.
На головном уборе военнослужащих полка было изображение черепа и костей. Также у офицеров были бикорны

## Примечания

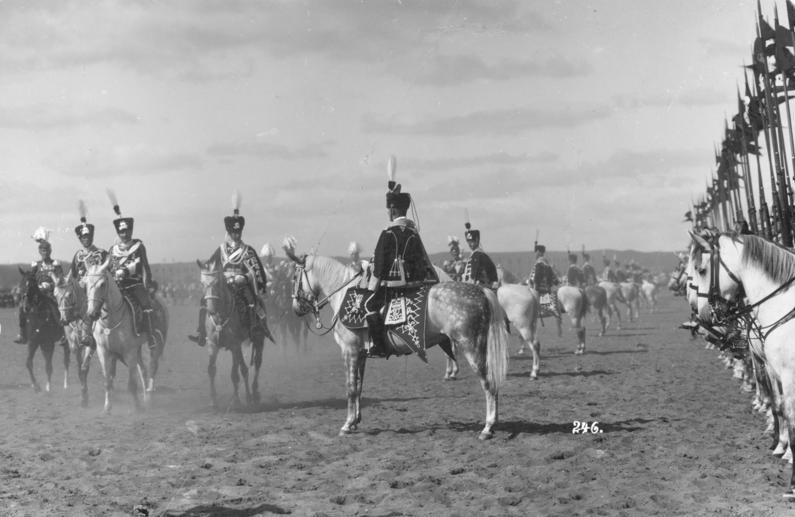
Кронпринц Вильгельм проводит смотр полка в 1911 году.